# Blistum
Blistum är ett släkte av svampar som beskrevs av Brian Charles Sutton. Blistum ingår i ordningen köttkärnsvampar, klassen Sordariomycetes, divisionen sporsäcksvampar och riket svampar.
Släktet innehåller bara arten Blistum tomentosum.